# Maxime D'Arpino
Maxime D'Arpino (Villeurbanne, 17 giugno 1996) è un calciatore francese, centrocampista dell'Orléans.

## Carriera

### Club
Cresciuto nel settore giovanile dell'Olympique Lione, ha esordito con la seconda squadra il 5 aprile 2014 disputando l'incontro del Championnat de France amateur vinto 1-2 contro il Jura Sud. In seguito si è trasferito all'Orléans, formazione della seconda divisione francese. Nel 2020 viene ceduto all'Ostenda, club della massima serie belga.

### Nazionale
Ha giocato nelle nazionali giovanili francesi Under-19 ed Under-20.

## Statistiche

### Presenze e reti nei club
Statistiche aggiornate al 29 gennaio 2021.
| Stagione        | Squadra         | Campionato      | Campionato | Campionato | Coppe nazionali | Coppe nazionali | Coppe nazionali | Coppe continentali | Coppe continentali | Coppe continentali | Altre coppe | Altre coppe | Altre coppe | Totale | Totale |
| Stagione        | Squadra         | Comp            | Pres       | Reti       | Comp            | Pres            | Reti            | Comp               | Pres               | Reti               | Comp        | Pres        | Reti        | Pres   | Reti   |
| --------------- | --------------- | --------------- | ---------- | ---------- | --------------- | --------------- | --------------- | ------------------ | ------------------ | ------------------ | ----------- | ----------- | ----------- | ------ | ------ |
| 2017-2018       | Orléans         | L2              | 23         | 0          | CF+CdL          | 0+2             | 0               |                    | -                  | -                  |             | -           | -           | 25     | 0      |
| 2018-2019       | Orléans         | L2              | 15         | 3          | CF+CdL          | 5+1             | 1+0             |                    | -                  | -                  |             | -           | -           | 21     | 4      |
| 2019-2020       | Orléans         | L2              | 21         | 0          | CF+CdL          | 0+2             | 0               |                    | -                  | -                  |             | -           | -           | 23     | 0      |
| Totale Orléans  | Totale Orléans  | Totale Orléans  | 59         | 3          |                 | 10              | 1               |                    | -                  | -                  |             | -           | -           | 69     | 4      |
| 2020-2021       | Ostenda         | D1              | 24         | 1          | CB              | 0               | 0               |                    | -                  | -                  |             | -           | -           | 24     | 1      |
| Totale carriera | Totale carriera | Totale carriera | 83         | 4          |                 | 10              | 1               |                    | -                  | -                  |             | -           | -           | 93     | 5      |